# De wraak van een koningsdochter
Het boek De wraak van een koningsdochter van Paul Kustermans is een boek uit de TOP-reeks van Averbode en werd in 1999 bekroond als derde in de categorie 14-16 jaar door de kinderjury.

## Verhaal
Kirsten, een bastaarddochter van keizer Lodewijk volgt een opleiding in een klooster in het Frankenrijk. Op een dag wordt dit klooster overvallen door Noormannen (Vikingen) en Kirsten wordt gevangengenomen. Zij wordt slaaf van Torfil. Torfil verkracht haar bijna alle dagen. Op een feest ontmoet Kirsten Halfdan, het is liefde op het eerste gezicht en ze gaan samen naar bed. Kirsten wil de vrouw worden van Halvdan, maar dat gaat niet want zij is de persoonlijke slavin van Torfil . Kirsten bidt tot God om hem te smeken Torfil te doden. Later ontdekt Kirsten dat ze zwanger is, ze is ervan overtuigd dat het van Halvdan is, maar dan mag ze aan niemand zeggen want op overspel staat de doodstraf. Op het moment dat Kirsten aan Torfil wil vertellen dat ze zwanger is komt hij zwaargewond van de jacht thuis, enkele dagen later overlijdt hij. Kirsten is blij want ze denkt dat Torfil haar niets meer kan maken, maar niets is minder waar. Ze moet hem begeleiden in zijn graf. Vigdis neemt vrijwillig haar plaats in dus Kirsten wordt vrijgesteld. Enkele weken later bevalt zij van een zoon: Vigdar, een afgeleide van Vigdis, die haar heeft gered van de dood door haar eigen leven te geven. Gudrun, de vrouw van Torfil besluit dat Vigdar na drie maanden moet worden gedood. Dit laat Kirsten niet gebeuren en ze vlucht weg, naar de koning, ze heeft veel verhalen gehoord van zijn rechtvaardigheid. De koning verklaart haar vrij, en ze mag op het paleis blijven wonen, dat doet ze. Hier groeit ook Vigdar op en leert hij het zwaard hanteren. Als hij 12 is vertrekt hij mee op rooftocht.